# Желябовська сільська рада
Желя́бовська сільська́ ра́да — адміністративно-територіальна одиниця та орган місцевого самоврядування в Нижньогірському районі Автономної Республіки Крим. Адміністративний центр — село Желябовка.

## Загальні відомості
- Населення ради: 3 910 осіб (станом на 2001 рік)

## Населені пункти
Сільській раді були підпорядковані населені пункти:
- с. Желябовка
- с. Ломоносове

## Склад ради
Рада складалася з 20 депутатів та голови.
- Голова ради: Калініченко Тетяна Сергіївна
- Секретар ради: Юхневич Тетяна Миколаївна

### Керівний склад попередніх скликань
| Прізвище, ім'я, по батькові  | Основні відомості                                                                             | Дата обрання | Дата звільнення |
| ---------------------------- | --------------------------------------------------------------------------------------------- | ------------ | --------------- |
| Калініченко Тетяна Сергіївна | Сільський голова, 1958 року народження, освіта вища, член Партії регіонів                     | 11.04.1958   |                 |
| Ємельянов Олег Костянтинович | Сільський голова, 1954 року народження, член Соціал-демократичної партії України (об'єднаної) | 26.03.2006   | 31.10.2010      |
| Колупаєва Світлана Дмитрівна | Сільський голова, 1957 року народження, освіта вища, позапартійна                             | 31.10.2010   | 10.12.2012      |

Примітка: таблиця складена за даними сайту Верховної Ради України

### Депутати
За результатами місцевих виборів 2010 року депутатами ради стали:

#### За суб'єктами висування
| Суб'єкт висування | Кількість обраних депутатів | %   |
| ----------------- | --------------------------- | --- |
| Самовисування     | 20                          | 100 |

#### За округами
| № округу | Прізвище, ім'я, по батькові         | Дата визнання обраним | Освіта             | Партійна приналежність                  | Відомості про обраного депутата                                 |
| -------- | ----------------------------------- | --------------------- | ------------------ | --------------------------------------- | --------------------------------------------------------------- |
| 1        | Котлярова Людмила Миколаївна        | 02.11.2010            | середня спеціальна | член партії «Руський блок»              | пенсіонер                                                       |
| 2        | Найдьон Олена Миколаївна            | 11.09.2011            | середня            | позапартійна                            | Желябовська сільська рада, інспектор військово-облікового столу |
| 3        | Грігуш Тетяна Петрівна              | 02.11.2010            | середня спеціальна | позапартійна                            | пенсіонер                                                       |
| 4        | Ракова Наталія Володимирівна        | 02.11.2010            | середня            | член Партії регіонів                    | тимчасово не працює                                             |
| 5        | Кірянов Сергій Васильович           | 02.11.2010            | вища               | член Партії регіонів                    | Желябівська загальноосвітня школа, вчитель                      |
| 6        | Салеєва Тетяна Миколаївна           | 02.11.2010            | середня спеціальна | позапартійна                            | Желябівська сільська рада, інспектор ВУС                        |
| 7        | Копичай Віталій Геннадійович        | 02.11.2010            | вища               | позапартійний                           | НВСЕ                                                            |
| 8        | Захрченко Ольга Петрівна            | 02.11.2010            | середня спеціальна | позапартійна                            | тимчасово не працює                                             |
| 9        | Заріцька Ельвіра Анатоліївна        | 02.11.2010            | середня спеціальна | позапартійна                            | державне казначейство, заступник керівника                      |
| 10       | Глізнуца Любов Володимирівна        | 02.11.2010            | вища               | член Партії регіонів                    | РДА, керівник відділу                                           |
| 11       | Іванків Алла Федорівна              | 02.11.2010            | вища               | член Політичної партії «Руська Єдність» | ПП «Дон», бухгалтер                                             |
| 12       | Єльченко Наталія Миколаївна         | 02.11.2010            | вища               | позапартійна                            | Желябовська сільська рада, бухгалтер                            |
| 13       | Павлова-Бормотова Галина Миколаївна | 02.11.2010            | вища               | позапартійна                            | фермерське господарство «Весна», юрисконсульт                   |
| 14       | Чорний Іван Іванович                | 02.11.2010            | вища               | позапартійний                           | Желябовська сільська рада, землевпорядник                       |
| 15       | Ракова Лідія Арнольдівна            | 02.11.2010            | середня спеціальна | член Партії регіонів                    | пенсіонер                                                       |
| 16       | Максимчук Алла Іванівна             | 02.11.2010            | середня спеціальна | член Партії регіонів                    | тимчасово не працює                                             |
| 17       | Максимчук Ніна Миколаївна           | 02.11.2010            | середня спеціальна | позапартійна                            | тимчасово не працює                                             |
| 18       | Дарнобіт Світлана Миколаївна        | 02.11.2010            | середня спеціальна | позапартійна                            | тимчасово не працює                                             |
| 19       | Мацкова Тетяна Андріївна            | 02.11.2010            | середня спеціальна | член Партії регіонів                    | тимчасово не працює                                             |
| 20       | Юнусова Зейнеп Іслямівна            | 02.11.2010            | середня спеціальна | позапартійна                            | «Укрпошта», керівник відділу                                    |